# 貝德凱薩湖

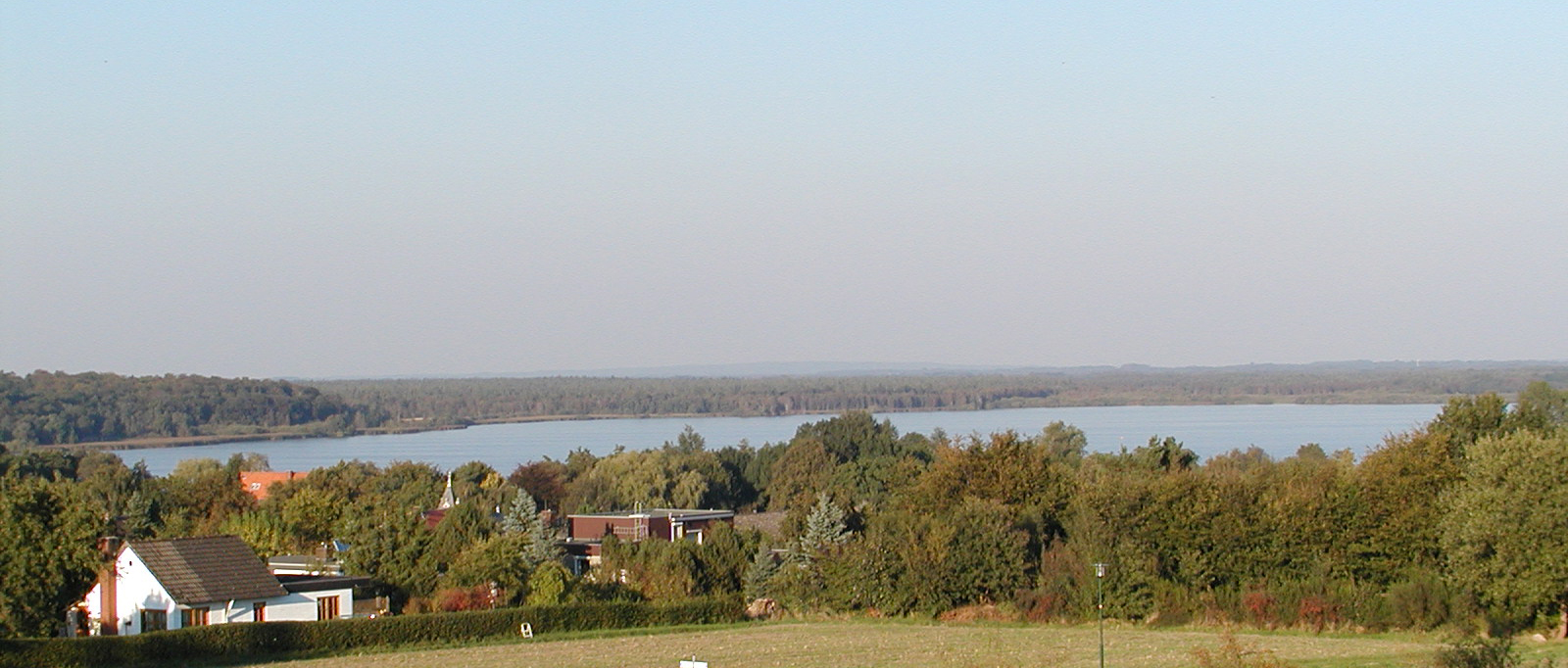

53°37′36″N 8°51′40″E / 53.62667°N 8.86111°E
貝德凱薩湖（德語：Bederkesaer See），是德國的湖泊，位於該國西北部，由下薩克森州負責管轄，處於庫克斯港縣，長1.1公里、寬0.8公里，面積2.15平方公里，平均水深1米，最大水深1.5米。